# Istiaia-Aidipsos
Istiaia-Aidipsos (in greco Ιστιαία-Αιδηψός?) è un comune della Grecia situato nella periferia della Grecia Centrale (unità periferica dell'Eubea) con 22 132 abitanti secondo i dati del censimento 2001.
È stato istituito a seguito della riforma amministrativa detta Programma Callicrate in vigore dal gennaio 2011 che ha abolito le prefetture e accorpato numerosi comuni.